# Pezuela (Lares)
Pezuela es un barrio del municipio de Lares, Puerto Rico. Según el censo de 2020, tiene una población de 425 habitantes.

## Geografía
El barrio está ubicado en las coordenadas 18°14′38″N 66°54′1″O / 18.24389, -66.90028. Según la Oficina del Censo de los Estados Unidos, tiene una superficie de 6.3 km² de tierra y 0.0002 km² de agua.

## Demografía
Según el censo de 2020, hay 425 personas residiendo en el barrio. La densidad de población es de 67.5 hab./km². El 28.24% de los habitantes son blancos, el 2.59% son afroamericanos, el 14.35% son de otras razas y el 54.82% son de una mezcla de razas. Del total de la población, el 99.29% son hispanos o latinos de cualquier raza.